# Velika nagrada Velike Britanije 1948
Velika nagrada Velike Britanije 1948 je potekala 2. oktobra 1948.

## Prijavljeni
| Št     | Dirkač                  | Moštvo              | Konstruktor         | Šasija            |
| ------ | ----------------------- | ------------------- | ------------------- | ----------------- |
| 1      | Louis Chiron            | Ecurie France       | Talbot-Lago         | Talbot-Lago T26C  |
| 2      | Gianfranco Comotti      | G. Comotti          | Talbot-Lago         | Talbot-Lago T26C  |
| 3      | Louis Rosier            | L. Rosier           | Talbot-Lago         | Talbot-Lago T26C  |
| 4      | Philippe Étancelin      | P. Étancelin        | Talbot-Lago         | Talbot-Lago T26C  |
| 5 (r)  | Lord Selsdon            | Lord Selsdon        | Talbot-Lago         | Talbot-Lago T26C  |
| 6      | Reg Parnell             | R. Parnell          | Maserati            | Maserati 4CLT/48  |
| 7 (r)  | Fred Ashmore            | F. Ashmore          | Maserati            | Maserati 4CL      |
| 8      | Duncan Hamilton         | D. Hamilton         | Maserati            | Maserati 6CM      |
| 9      | Bob Ansell              | R.E. Ansell         | Maserati            | Maserati 4CL      |
| 10     | Raymond Sommer          | R. Sommer           | Scuderia Ferrari    | Ferrari 125       |
| 11     | Giuseppe Farina         | G. Farina           | Scuderia Ferrari    | Ferrari 125       |
| 12     | Raymond Mays            | Raymond Mays        | ERA                 | ERA R4B           |
| 14     | Peter Walker            | P.D.C. Walker       | ERA                 | ERA E-type        |
| 15     | Leslie Johnson          | Leslie Johnson      | ERA                 | ERA E-type        |
| 16     | Bob Gerard              | F.R. Gerard         | ERA                 | ERA R14B          |
| 17 (r) | George Watson           | G. Watson           | Alta                | Alta 69/IS        |
| 18     | Luigi Villoresi         | Scuderia Ambrosiana | Maserati            | Maserati 4CLT/48  |
| 19     | B. Bira                 | H.R.H. Prince Chula | Maserati            | Maserati 4CL      |
| 20     | Emmanuel de Graffenried | E. Platé            | Maserati            | Maserati 4CL      |
| 21 (r) | Anthony Baring          | A.A. Baring         | Maserati            | Maserati 6CM      |
| 22     | Geoffrey Ansell         | G. Ansell           | ERA                 | ERA R9B           |
| 23     | Cuth Harrison           | T.C. Harrison       | ERA                 | ERA R8B           |
| 24     | David Hampshire         | D.A. Hampshire      | ERA                 | ERA R1A           |
| 25 (r) | John Bolster            | P.H. Bell           | ERA                 | ERA R5B           |
| 26     | Sam Gilbey              | S.J. Gilbey         | Maserati            | Maserati 6CM      |
| 27     | Roy Salvadori           | Rowland Motors Ltd. | Maserati            | Maserati 6CM      |
| 28     | Leslie Brooke           | Alfieri Maserati    | Maserati            | Maserati 4CLT     |
| 29     | Tony Rolt               | A.P.R. Rolt         | Alfa Romeo          | Alfa Romeo 3.45 L |
| 30 (r) | George Nixon            | G. Nixon            | ERA                 | ERA R2A           |
| 31 (r) | Guy Richardson          | G. Richardson       | Riley-ERA           | Riley             |
| 32     | R. Baird                | R. Baird            | Emeryson-Duesenberg | Emeryson Special  |
| (11)1  | Alberto Ascari          | Scuderia Ambrosiana | Maserati            | Maserati 4CLT/48  |

1 Prevzel številko Guiseppeja Farine, ki ni prišel.

(r) Rezerva.

## Rezultati
| Poz | Št | Dirkač                                    | Dirkalnik   | Krogi | Čas/Odstop  | Št. mesto |
| --- | -- | ----------------------------------------- | ----------- | ----- | ----------- | --------- |
| 1   | 18 | Luigi Villoresi                           | Maserati    | 65    | 3:18:03.0   | 24        |
| 2   | 11 | Alberto Ascari                            | Maserati    | 65    | + 14.0s     | 25        |
| 3   | 16 | Bob Gerard                                | ERA         | 65    | + 2:03.0    | 4         |
| 4   | 3  | Louis Rosier                              | Talbot-Lago | 65    | + 4:35.6    | 12        |
| 5   | 19 | B. Bira                                   | Maserati    | 64    | + 1 krog    | 6         |
| 6   | 25 | John Bolster Peter Bell                   | ERA         | 63    | + 2 kroga   | 13        |
| 7   | 24 | Peter Fotheringham-Parker David Hampshire | ERA         | 60    | + 5 krogov  | 19        |
| 8   | 27 | Roy Salvadori                             | Maserati    | 60    | + 5 krogov  | 22        |
| 9   | 20 | Emmanuel de Graffenried                   | Maserati    | 59    | + 6 krogov  | 24        |
| 10  | 30 | George Dixon                              | ERA         | 58    | + 7 krogov  | 20        |
| 11  | 14 | Peter Walker                              | ERA         | 53    | + 12 krogov | 8         |
| 12  | 9  | Bob Ansell George Bainbridge              | Maserati    | 50    | + 15 krogov | 21        |
| Ods | 18 | Louis Chiron                              | Talbot-Lago |       |             | 1         |